# Edoardo Piscopo

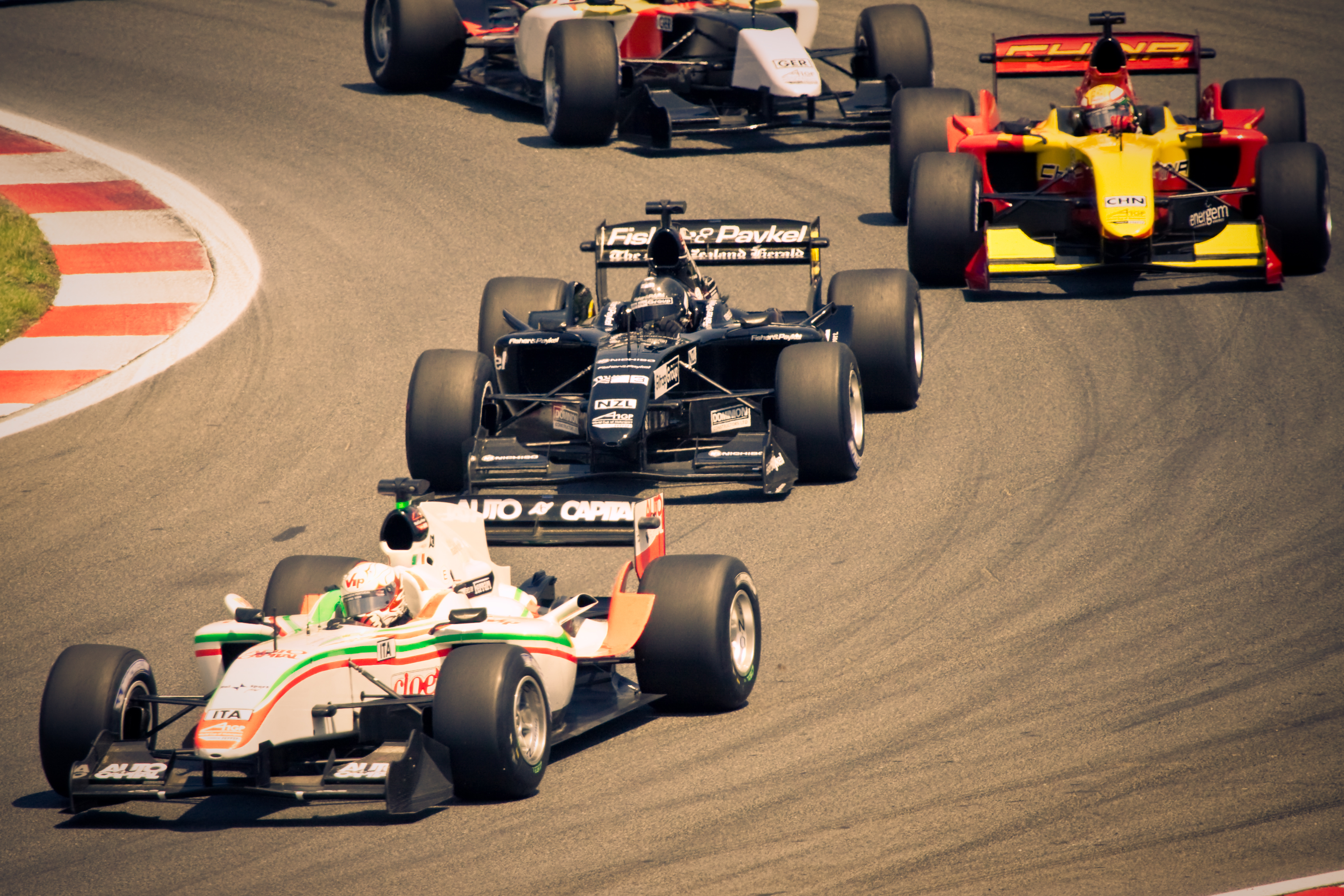
Edoardo Piscopo (erstes Fahrzeug) beim A1-Grand-Prix-Rennen in Kyalami 2009

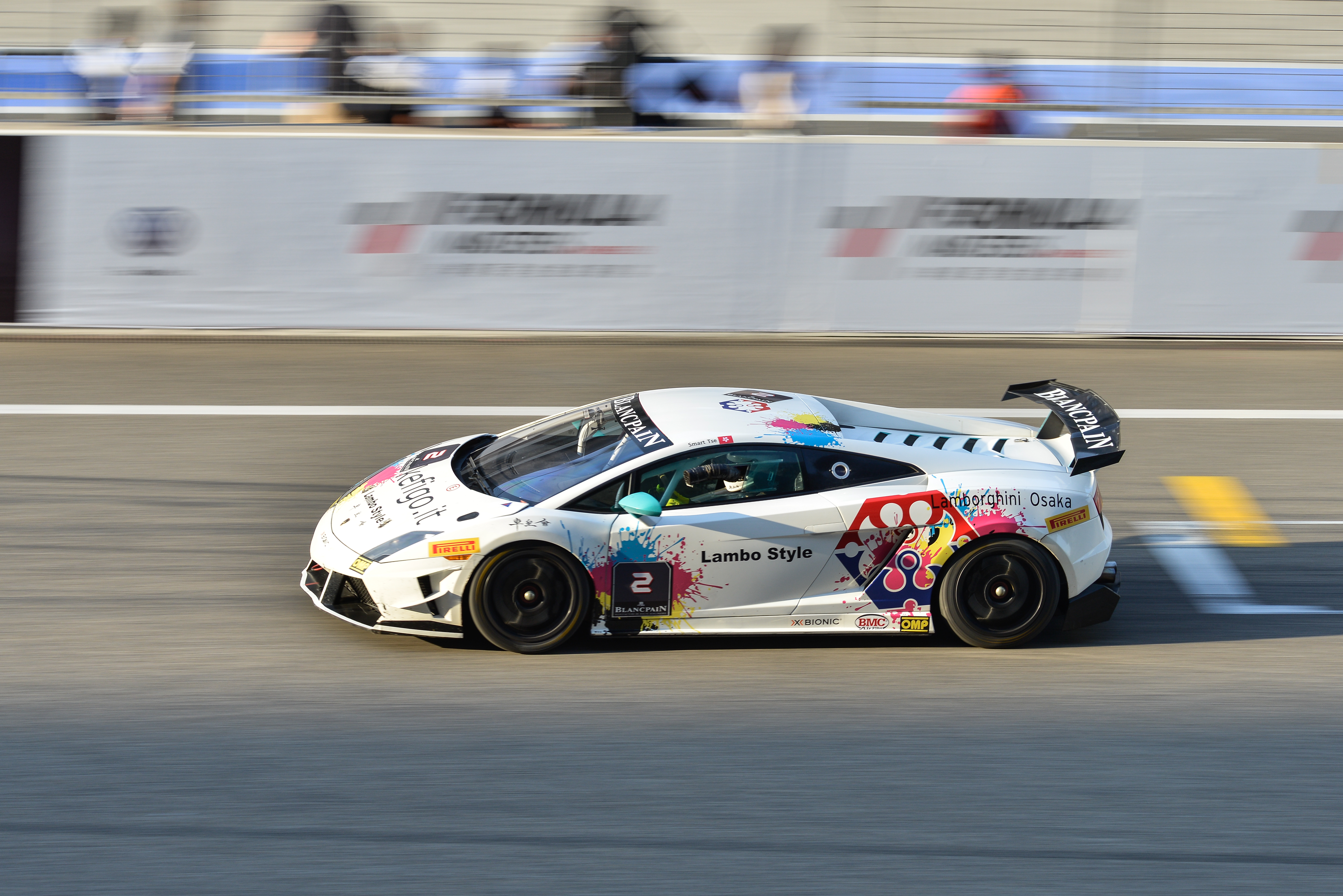
Psciopo 2014 in der Lamborghini Super Trofeo

Edoardo Piscopo (* 4. Februar 1988 in Rom) ist ein italienischer Automobilrennfahrer.

## Karriere
Piscopo begann seine Motorsportkarriere 2000 im Kartsport, den er bis 2004 ausübte. 2005 wechselte er in den Formelsport in die US-amerikanische Formel BMW und wurde auf Anhieb Fünfter in der Gesamtwertung. 2006 kehrte er nach Europa zurück und startete sowohl in der italienischen Formel Renault, in der er den dritten Gesamtrang belegte, als auch im Formel Renault 2.0 Eurocup, in dem er Zehnter wurde. 2007 wechselte Piscopo in die Formel-3-Euroserie zu Mücke Motorsport. Während sein Teamkollege Sébastien Buemi den Vizemeistertitel gewann, belegte Piscopo den 15. Platz im Gesamtklassement. Nach einigen Rennen in der A1GP-Saison 2007/2008 ging der Italiener 2008 in der italienischen Formel-3-Meisterschaft an den Start und gewann hinter Mirko Bortolotti den Vizemeistertitel. Außerdem nahm er an Rennen der Euroseries 3000 und der spanischen Formel-3-Meisterschaft teil. Für seine gute Leistung in der italienischen Formel-3-Meisterschaft wurde Piscopo von Ferrari mit einem Formel-1-Test in Fiorano belohnt.
Nach einem weiteren Ausflug in die A1GP-Saison 2008/2009 wechselte Piscopo 2009 genauso wie sein ehemaliger Rivale Bortolotti in die wiederbelebte Formel 2. Am Saisonende belegte Piscopo in dieser Meisterschaft den zwölften Gesamtrang. Außerdem startete er bei drei Rennen der Euroseries 3000. In der GP2-Asia-Serie-Saison 2009/2010 ging Piscopo für den französischen Rennstall DAMS an den Start und belegte den 16. Platz in der Gesamtwertung. Anschließend blieb der Italiener bei DAMS und trat 2010 für den französischen Rennstall in der Auto GP, die bis zum Vorjahr Euroseries 3000 hieß, an. Mit drei zweiten Plätzen als beste Resultate wurde er hinter seinem Teamkollegen Romain Grosjean, der erst zum dritten Rennwochenende in die Meisterschaft eingestiegen war, Vizemeister. Außerdem gab er am zweitletzten Rennwochenende der Saison 2010 für Trident Racing sein Debüt in der regulären GP2-Serie und konnte auf Anhieb Punkte erzielen. Am Saisonende belegte er den 26. Gesamtrang.
2011 verließ Piscopo den Formelsport und wechselte zu Lotus Italia Scuderia Giudici in den GT-Sport in die neue Blancpain Endurance Series.

## Statistik

### Karrierestationen
| - 2000–2004: Kartsport - 2005: US-amerikanische Formel BMW (Platz 5) - 2006: Italienische Formel Renault (Platz 3) - 2006: Formel Renault 2.0 Eurocup (Platz 10) | - 2007: Formel-3-Euroserie (Platz 15) - 2008: Italienische Formel 3 (Platz 2) - 2009: Formel 2 (Platz 12) - 2009: Euroseries 3000 (Platz 9) | - 2010: GP2-Asia-Serie (Platz 16) - 2010: Auto GP (Platz 2) - 2010: GP2-Serie (Platz 26) - 2011: Blancpain Endurance Series |